# 南都暦
南都暦（なんとごよみ）とは、中世から近世にかけて奈良において頒行された地方暦。
奈良暦（ならごよみ）・幸徳井暦（こうとくいごよみ）・南京暦（なんきょうごよみ）とも呼ばれた。
暦家賀茂氏の一族で奈良に居住していた幸徳井家の名前で頒行され、『大乗院寺社雑事記』には長禄元年（1457年）を最初として、年末に幸徳井家から興福寺大乗院に新年の暦と八卦が献上されていた記事が散見されている。ただし、奈良の寺院にはそれ以前の年紀の入った独特の暦が現存しているため、幸徳井家が関わる以前から摺暦が編纂されていたとする説もある。初期のものは巻物型の巻暦であったが、後に冊子型の綴暦となった。
実際の制作を担当した暦師は中尾・山村・藤村・吉川など12名と定められて、そのほとんどが奈良市中の陰陽町に居住していた。また、販売にあたっては春日大社の講の組織が活用されていたと言われている。
江戸時代には販売地域は大和・伊賀両国に限定されたため、暦師の数に対して発行部数は多くはなかったと考えられている。